# Pasažieru Vilciens
AS Pasažieru vilciens, che opera con il nome di Vivi, è l'unico operatore ferroviario passeggeri in Lettonia e gestisce sia treni elettrici che diesel su varie linee in tutto il paese. La società è stata fondata nel novembre 2001. È interamente di proprietà dello stato lettone, con il Ministero dei Trasporti che agisce come azionista.

## Storia

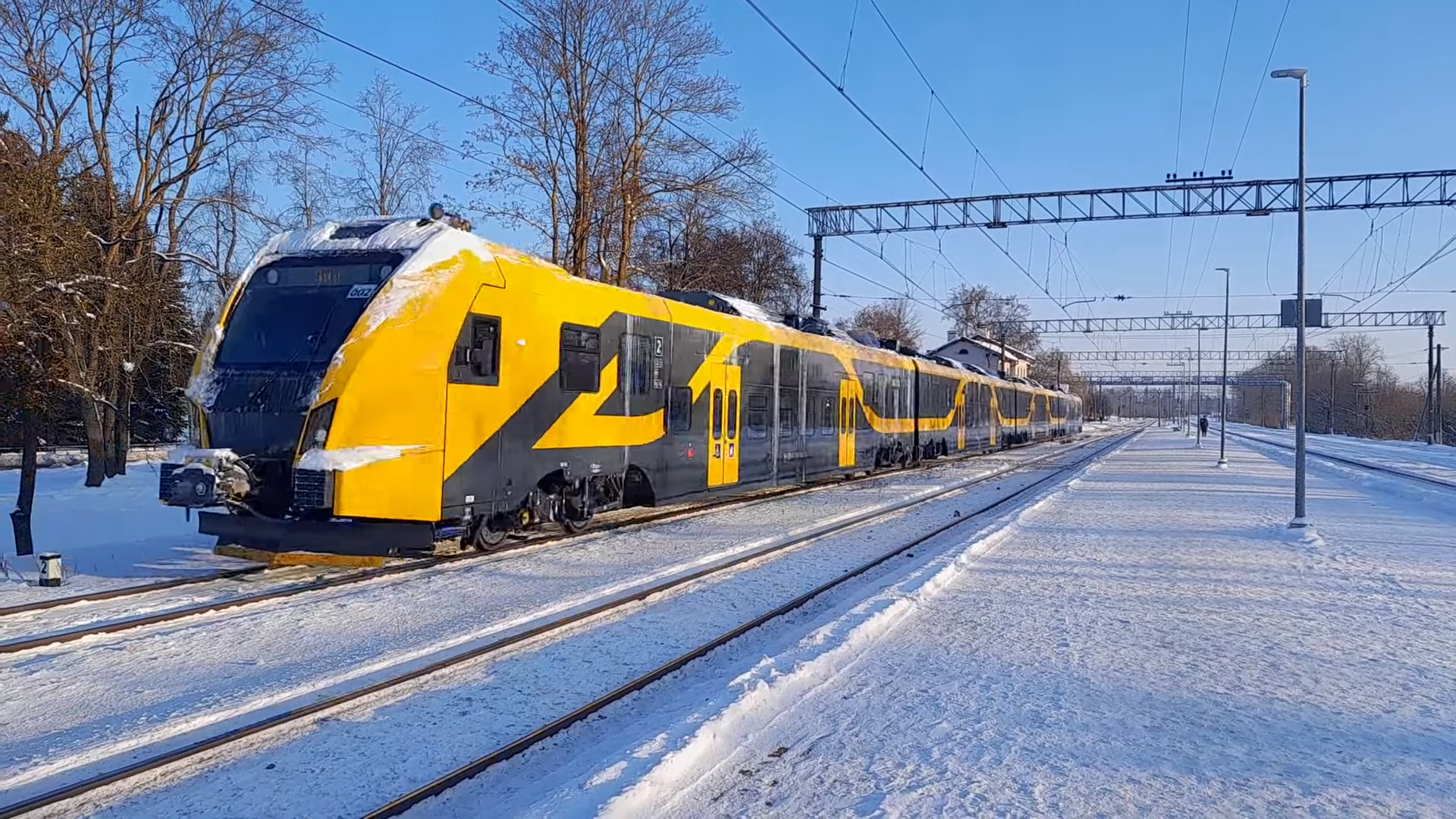
Treno di Vivi

Pasažieru vilciens fu fondata nel 2001 dalla fusione di due società separate, PPU Elektrovilciens ("Treno elettrico") e PPU Dīzeļvilciens ("Treno diesel"). La società fu creata per separare i servizi passeggeri nazionali dalle altre funzioni gestite da Latvijas Dzelzceļš, di proprietà statale. Inizialmente, Pasažieru vilciens era una filiale al 100% di Latvijas Dzelzceļš, ma nell'ottobre 2008 è diventata una società statale indipendente.
Il 29 novembre 2023, Pasažieru vilciens lanciò un'iniziativa di rebranding, adottando il nuovo nome Vivi (dalla frase lettone vienā vilcienā, che significa "su un solo treno") e una combinazione di colori giallo-grigio.